# Seth Padelford
Seth Padelford, född 3 oktober 1807, död 26 augusti 1878, var en amerikansk politiker och guvernör i Rhode Island från 1869 till 1873.

## Tidigt liv
Padelford föddes i Taunton, Massachusetts. Han arbetade som grosshandlare.

## Politisk karriär
Padelford tjänstgjorde i fullmäktige i Providence, Rhode Island, skolstyrelsen i Providence och i Rhode Islands representanthus.
Padelford var unitarist och ivrig motståndare mot slaveriet. Han hade band till New England Emigrant Aid Company, som beväpnade och organiserade bosättare som deltog i konflikten "Bleeding Kansas".
År 1860 nominerades han som Republikanernas guvernörskandidat i Rhode Island. Republikaner som var mot ett förestående krig och textilintressenter slöt sig till Demokraterna för att stödja den unge William Sprague IV, brorson till den tidigare guvernören i Rhode Island och senatorn William Sprague III. Sprague, som kandiderade som "konservativ" mot Padelfords "radikala" kandidatur, vann valet med en marginal på 12 278 mot 10 740 röster, med dubbelt så många röstande som det brukade vara i valen.
Sedan amerikanska inbördeskriget startat 1861, vann Padelford två val till viceguvernör i rad och tjänstgjorde som sådan från 1863 till 1865. Han valdes sedan till guvernör 1869 och tjänstgjorde i fyra mandatperioder från den 25 maj 1869 till den 27 maj 1873 innan han beslöt sig för att inte kandidera längre.
Padelford avled 1878 i Providence. Han är begravd på Swan Point Cemetery.